# Championnat de Belgique de hockey sur gazon 2017-2018
Navigation
2016-2017 2018-2019
Le championnat de Belgique de hockey sur gazon 2018-2019 est la 99e édition de ce championnat qui constitue le plus haut échelon de compétition masculine de hockey sur gazon en Belgique.

## Clubs participants
Un total de douze équipes participent au championnat, dix d'entre elles étant déjà présentes la saison précédente, auxquelles s'ajoutent deux promus de première division que sont La Gantoise HC, Pingouin HC Nivelles qui remplacent les relégués Antwerp HC et Royal Wellington THC.
La Région de Bruxelles est de loin la plus représentée avec pas moins de quatre clubs participants sur les douze au total qui sont : Orée, Racing, Daring et Léopold. La Flandre est la région de Belgique la plus représenté avec six clubs, dont quatre provenant de la Province d'Anvers, le Beerschot seule formation de la Métropole tandis que le Dragons et Braxgata se trouvent dans sa banlieue tandis que la cinquième ville de la province, Lierre a l'Herakles comme représentant.
Les deux autres clubs flamand sont La Gantoise HC, à Gand et Leuven KHC à Louvain, enfin le Waterloo Ducks et les Pingouin HC Nivelles sont les seuls clubs wallons de la compétition.
- Phase finale de la Euro Hockey League 2017-2018
- Phase de groupe de la Euro Hockey League 2017-2018
- Promu de Nationale 1

| Club                                 | Classement 2016-2017 | Ville                | Fondation | Stade                 |
| ------------------------------------ | -------------------- | -------------------- | --------- | --------------------- |
| Koninklijke Hockey Club Dragons      | 1er                  | Brasschaat           | 1946      | Mansion of Dragons    |
| Koninklijke Herakles Hockey Club     | 2e                   | Lierre               | 1933      | ?                     |
| Royal Racing Club Bruxelles          | 3e                   | Uccle                | 1914      | Stade du Vivier d'Oie |
| Waterloo Ducks Hockey Club           | 4e                   | Waterloo             | 1950      | ?                     |
| Royal Léopold Club Bruxelles         | 5e                   | Uccle                | 1893      | ?                     |
| Royal Daring Hockey Club             | 6e                   | Molenbeek-Saint-Jean | 1922      | Stade Pévenage        |
| Royal Beerschot Hockey Club          | 7e                   | Kontich              | 1899      | ?                     |
| Braxgata Hockey Club                 | 8e                   | Boom                 | 1979      | ?                     |
| Koninklijke Hockey Club Leuven       | 9e                   | Louvain              | 1929      | ?                     |
| Royal Orée THB                       | 10e                  | Woluwe-Saint-Pierre  | 1928      | ?                     |
| Royal Pingouin Hockey Club Nivellois | 1er                  | Nivelles             | 1936      | ?                     |
| La Gantoise Hockey Club              | 2e                   | Gand                 | 1914      | ?                     |

### Localisation
| \| Braxgata Bruxelles Waterloo Nivelles Leuven Gand Anvers \| |
| Braxgata Bruxelles Waterloo Nivelles Leuven Gand Anvers       |

| Braxgata Bruxelles Waterloo Nivelles Leuven Gand Anvers |

| \| Herakles Beerschot Antwerp Dragons \| |
| Herakles Beerschot Antwerp Dragons       |

| Herakles Beerschot Antwerp Dragons |

| \| Racing Léopold Daring Orée \| |
| Racing Léopold Daring Orée       |

| Racing Léopold Daring Orée |

| # | Province                      | Nombre | Équipe(s)                                                               |
| - | ----------------------------- | ------ | ----------------------------------------------------------------------- |
| 1 | Province d'Anvers             | 4      | KHC Dragons, Braxgata HC K.Herakles HC, R.Beerschot HC                  |
| 1 | Région de Bruxelles-Capitale  | 4      | Racing Club Bruxelles, Daring Club Bruxelles R.Orée THB, R.Léopold Club |
| 2 | Province du Brabant wallon    | 2      | Waterloo Ducks, Royal Pingouin Hockey Club Nivellois                    |
| 3 | Province du Brabant flamand   | 1      | KHC Leuven                                                              |
| 3 | Province de Flandre-Orientale | 1      | La Gantoise HC                                                          |

#### Bruxelles
| # | Commune              | Nombre | Équipe(s)                             |
| - | -------------------- | ------ | ------------------------------------- |
| 1 | Uccle                | 2      | Racing Club Bruxelles, R.Léopold Club |
| 2 | Molenbeek-Saint-Jean | 1      | Daring Club Bruxelles                 |
| 3 | Woluwe-Saint-Pierre  | 1      | R.Orée THB                            |

#### Anvers
| # | Commune    | Nombre | Équipe(s)            |
| - | ---------- | ------ | -------------------- |
| 1 | Kontich    | 1      | R.Beerschot HC       |
| 2 | Brasschaat | 1      | KHC Dragons          |
| 3 | Boom       | 1      | Braxgata Hockey Club |
| 4 | Lierre     | 1      | K.Herakles HC        |